# محمد مرولي
محمد مرولي (بالإنجليزية: Mohamed Muruli) (13 يوليو 1947 – 1995) هو ملاكم أوغندي راحل، مثّل بلاده في الألعاب الأولمبية الصيفية في دورتي 1968 و1972.

## روابط خارجية
محمد مرولي على موقع بوكس ريك (الإنجليزية) (registration required)
- محمد مرولي على موقع أوليمبيديا (الإنجليزية)
- محمد مرولي على موقع اتحاد ألعاب الكومنولث (مؤرشف) (الإنجليزية)